# Highland cattle

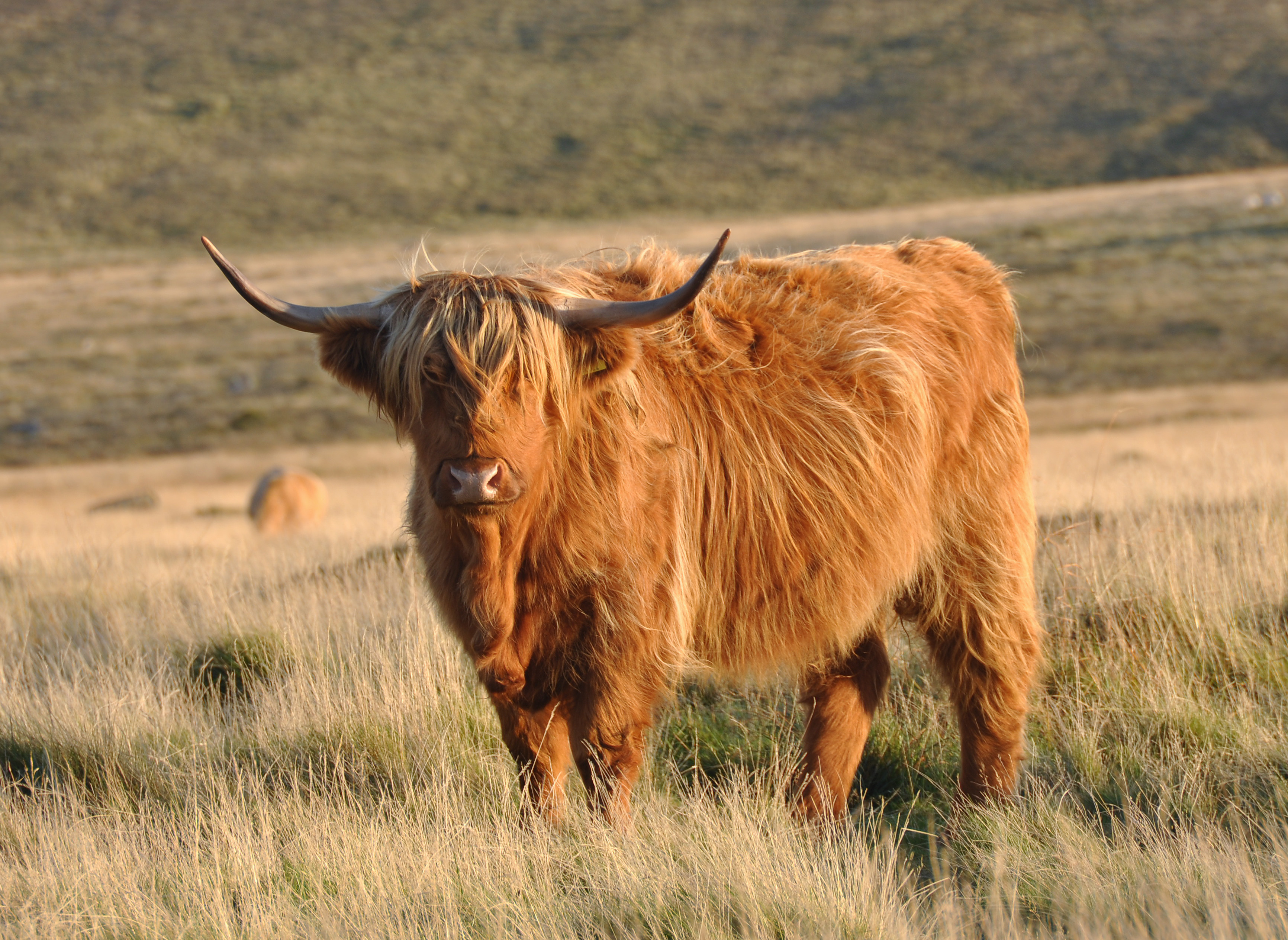
Highland cattle.

Highland cattle är en härdig nötkreaturras som har sitt ursprung i Skottlands högländer. Det engelska rasnamnet "highland cattle" betyder "höglandsboskap" och rasen kallas på svenska även för skotsk höglandsboskap. Rasen räknas till de lätta köttraserna och hålls ofta som betesdjur på naturbetesmarker. De är bra betesdjur på fuktiga marker och har ett trevligt temperament.  

## Allmänt

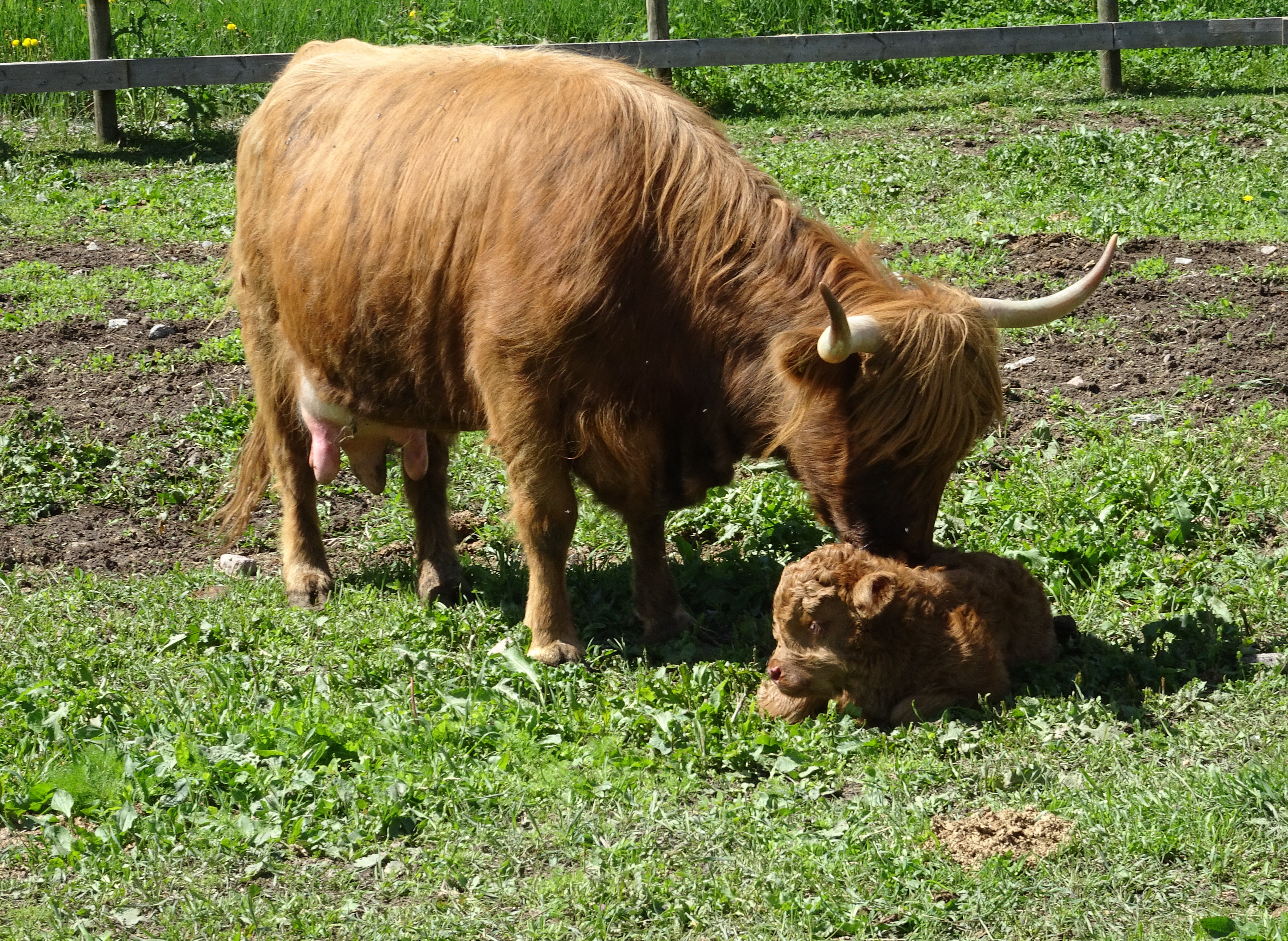
Highland cattle, ko och kalv i Östra Järvafältets naturreservat, maj 2019.

Bland rasens främsta kännetecken är dess långa päls och tjurarnas långa horn (kor har också horn men kortare än tjurarna). Djuren är ofta rödbruna till guldbruna i färgen, men det förekommer även djur med ljus eller svart päls. Pälsen består av två skikt, ett yttre med lång päls som står emot väta bra och ett tätt undre skikt som håller djuret varmt. Kons päls används ofta i garnindustrin på grund av sin förmåga att stänga ute kyla.
Rasen har lätt att föröka sig och korna har goda moderegenskaper samt lätta kalvningar. Köttet har en fin marmorering av insprängt fett. Köttet är även mört och smakrikt. Kon ger mjölk med en speciell smak, litet sötaktig.

## Historia
Höglandsboskap har funnits mycket länge i Skottland och har anpassats till utevistelse i ett kargt klimat, men är i övrigt relativt opåverkad av avelsurval.

## Korsningar
Highland cattle korsas ibland med andra nötkreatursraser av köttyp i syfte att få kalvar som kombinerar härdighet med god köttillväxt.